# Highland Park (Illinois)
Highland Park est une ville située dans le comté de Lake en banlieue nord de Chicago dans l'État de l'Illinois. Lors du recensement de 2020, sa population s'élevait à 30 176 habitants.

## Géographie
Selon le bureau du recensement des États-Unis, la ville a une superficie totale de 31,7 km2, dont 31,6 km2 de terre et 0,1 km2 d'eau. Son point culminant est une falaise de 30 m de haut longeant sur 10 km le lac Michigan. Les altitudes varient de 177 m à 221 m.

## Histoire
En 1847, deux immigrés allemands fondent la colonie de Saint-John. Elle est rapidement abandonnée pour des questions de propriété des terrains. Trois ans plus tard, deux autres immigrés allemands fondent Port Clinton juste au sud de Saint-John. Avec l'appui des élites locales, un phare est installé en 1854. Malgré le développement de la colonie, celle-ci, dépourvue de gare, reste en dehors des voies de communications. L'expansion de la ville stoppe et en 1860 le phare est fermé.
En 1867, dix personnes achètent un terrain pour 39 198 dollars, elles sont les premiers actionnaires de la Highland Park Building Company. Situé sur la ligne de chemin de fer entre Chicago et Milwaukee, l'endroit voit s'établir une gare en 1856. La ville est définitivement créée le 11 mars 1869, elle compte alors 500 habitants. Ce nom a été choisi en référence à son emplacement en hauteur. En 1899, elle annexe le village de Ravinia.
De sa fondation en 1869 au 1er novembre 1900, la vente d'alcool est interdite.
Le 4 juillet 2022, une fusillade se produit lors du défilé du 4 juillet.

## Personnalités liées à la ville
- Earle S. MacPherson, ingénieur mécanicien
- William W. Boyington, architecte, politicien
- Clement Smoot, golfeur
- John Lupton, acteur
- Aaron Swartz, hacktiviste informaticien
- Rachel Brosnahan, actrice
- Grace Slick, chanteuse
- Gary Sinise, acteur

## Entreprises
L'entreprise Cherry GmbH, productrice de matériel informatique et connue en particulier pour ses commutateurs haut de gamme, est fondée à Highland Park en 1953. Son siège est aujourd'hui situé à Auerbach in der Oberpfalz en Allemagne.

## Jumelages
- Yeruham
- Modene
- Puerto Vallarta